# Pajcha (Tomave)
Pajcha ist eine Ortschaft im Departamento Potosí im Hochland des südamerikanischen Andenstaates Bolivien.

## Lage im Nahraum
Pajcha liegt in der Provinz Antonio Quijarro und ist der siebtgrößte Ort im Cantón Yura im Municipio Tomave. Die Siedlung liegt auf einer Höhe von 3696 m in einer weitgehend menschenleeren Bergregion am rechten, östlichen Ufer des Río Maquela, der hier episodisch in nördlicher Richtung fließt.

## Geographie
Pajcha liegt auf dem Altiplano im zentralen Bolivien zwischen der Cordillera de Chichas im Südwesten und der Cordillera Central im Nordosten.
Die mittlere Durchschnittstemperatur der Region liegt bei etwa 11 °C (siehe Klimadiagramm Potosí), die monatlichen Durchschnittstemperaturen schwanken zwischen 8 °C im Juni/Juli und gut 13 °C von November bis März. Der Jahresniederschlag beträgt nur etwa 350 mm, bei einer ausgeprägten Trockenzeit von April bis Oktober mit Monatsniederschlägen zwischen 0 und 15 mm, und einer kurzen Feuchtezeit von Dezember bis Februar mit Monatsniederschlägen von gut 70 mm.

## Verkehrsnetz
Pajcha liegt in einer Entfernung von 156 Straßenkilometern südwestlich von Potosí, der Hauptstadt des Departamentos.
Von Potosí aus führt die Nationalstraße Ruta 5 über die Ortschaften Porco, Chaquilla, Yura und Ticatica nach Ollerías und weiter über Pulacayo nach Uyuni am Salzsee Salar de Uyuni. Am nördlichen Ortseingang von Ollerías zweigt eine unbefestigte Nebenstraße nach Südosten ab und erreicht im weiteren Verlauf nach 23 Kilometern die Ortschaft Pajcha.

## Bevölkerung
Die Einwohnerzahl der Ortschaft ist in dem Jahrzehnt zwischen den beiden letzten Volkszählungen um etwa ein Drittel angestiegen:
| Jahr | Einwohner         | Quelle       |
| ---- | ----------------- | ------------ |
| 1992 | keine Detaildaten | Volkszählung |
| 2001 | 170               | Volkszählung |
| 2012 | 229               | Volkszählung |

Die Region weist einen hohen Anteil an Quechua-Bevölkerung auf, im Municipio Tomave sprechen 92,0 Prozent der Bevölkerung Quechua.